# Collix rufidorsata
Collix rufidorsata är en fjärilsart som beskrevs av Louis Beethoven Prout 1929. Collix rufidorsata ingår i släktet Collix och familjen mätare. Inga underarter finns listade i Catalogue of Life.